# Fechner (cràter)
Fechner és un cràter d'impacte que es troba a l'hemisferi sud de la cara oculta de la Lluna, unit a la vora occidental del gran cràter Planck. La vora oriental de Fechner es creua amb la Vallis Planck, una àmplia esquerda de gran longitud ubicada a la superfície lunar que segueix un curs amb rumb nord-nord-oest. Aquesta vall envaeix la vora sud-est del cràter, i després continua cap al nord des del nord-est del seu perímetre.

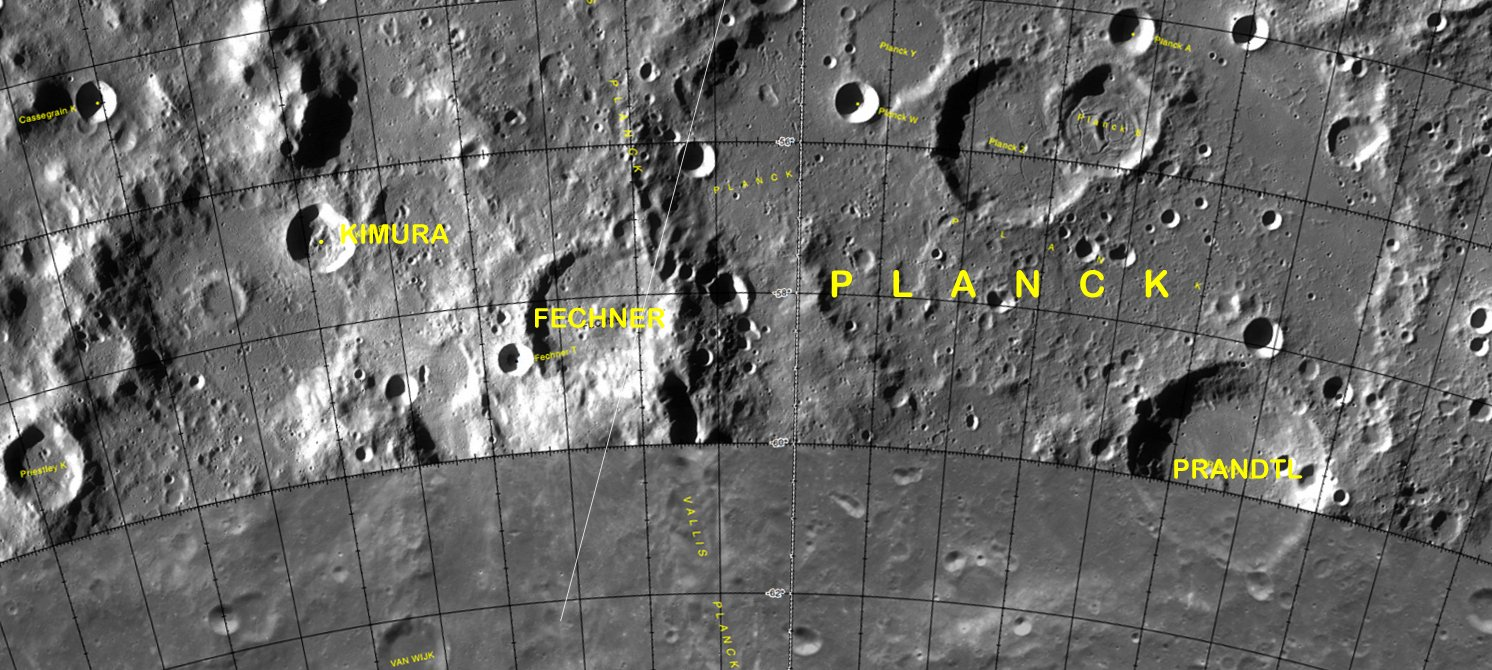
Localització de Fechner (centre esquerra de la imatge)
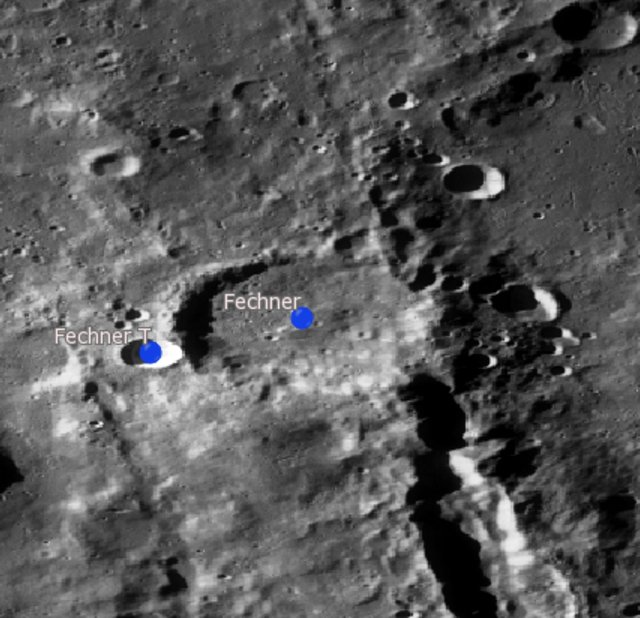
Cràters satèl·lit

Unit a la vora occidental de Fechner apareix un petit cràter en forma de bol amb una albedo relativament alta. Aquest cràter satèl·lit, Fechner C, està envoltat per una capa de material ejectat de tons clars que es vessa a través de la meitat sud-oest del sòl interior de Fechner. La vora del cràter està relativament desgastada i erosionada, amb la meitat oriental reconfigurada a causa de la presència de la vall i de la proximitat de Planck. El sòl interior està marcat per diversos petits cràters.

## Cràters satèl·lit
Per convenció aquests elements són identificats en els mapes lunars posant la lletra en el costat del punt central del cràter que està més proper a Fechner.
| Fechner | Coordenades                            | Diàmetre |
| ------- | -------------------------------------- | -------- |
| T       | 59° 06′ S, 122° 54′ E / 59.1°S,122.9°E | 14 km    |